# Всмоктування води і солей
Всмо́ктування води́ і соле́й відбувається частково в шлунку й інтенсивніше в кишечнику як в тонкому, так і товстому. Всмоктування води пов'язане з транспортом іонів натрію й визначається ними. Саме вони створюють осмотичний градієнт, який є рушійною силою для транспорту води. Транспорт іонів натрію може бути пасивним і активним, але відбувається постійно. Всмоктування кальцію відбувається в усіх відділах шлунково-кишкового тракту. Вода і солі головним чином всмоктуються у верхніх відділах товстого кишечника. Саме тут всмоктується більша частина води (біля 8-10 л за добу), що надходить в складі питва та харчових продуктів, а також води, що виділяється з травними соками. Посилюють всмоктування води кортикотропін, тироксин, послаблюють — секретин, холецистокінін-панкреозимін. 